# San Benedetto in Polirone

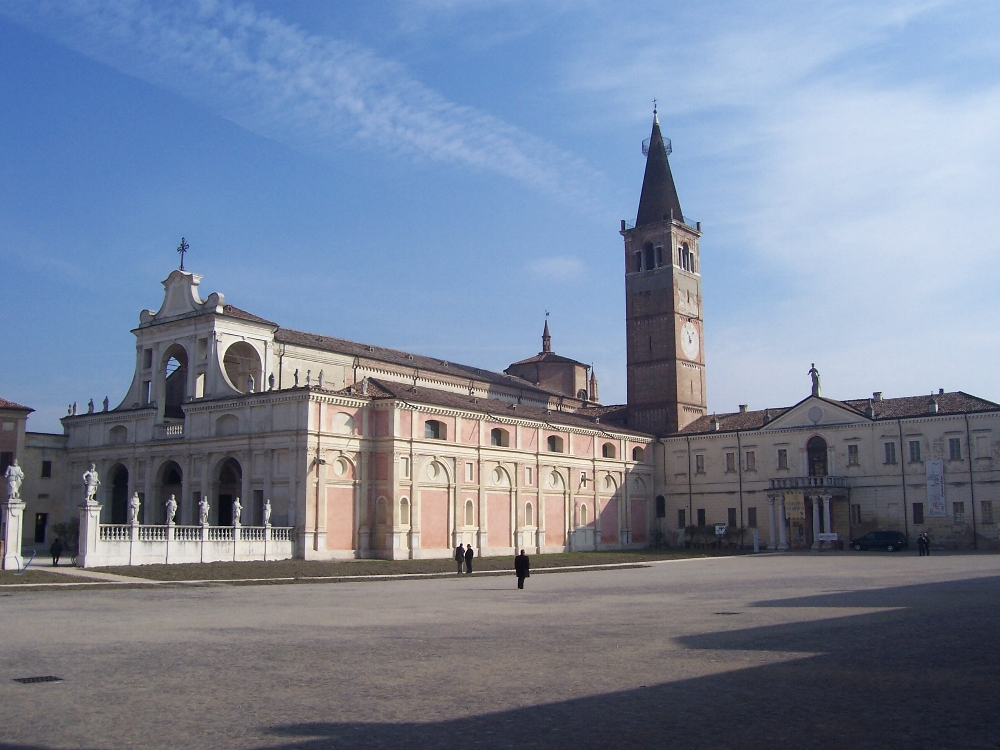
San Benedetto in Polirone

San Benedetto in Polirone war ein Benediktinerkloster in San Benedetto Po in der Provinz Mantua und der Region Lombardei.

## Geschichte
Das Kloster San Benedetto in Polirone wurde im Jahr 1007 von Tedald von Canossa auf einer Insel, die der Fluss Po zu dieser Zeit hier bildete, gegründet; heute ist einer der Flussarme trockengelegt.
Mathilde übertrug die Abtei 1077 Papst Gregor VII., der sie der Abtei Cluny unterstellte. Mathilde wählte Polirone als letzte Ruhestätte aus. Zwölf Schenkungen machte Mathilde in den letzten fünf Jahren der Abtei. Polirone stieg dadurch zu einem der reichsten Klöster in Italien auf. Papst Urban VIII. ließ 1630 ihre Gebeine nach Rom überführen. In der Engelsburg wurden ihre sterblichen Überreste zunächst zwischengelagert. Nach Fertigstellung von Marmorsarkophag und Statue fand Mathilde 1644 im Petersdom ihre letzte Ruhe.
Die Abteikirche mit dem Rang einer Basilica minor wurde Mitte des 15. Jahrhunderts umgebaut sowie 1540 bis 1544 von Giulio Romano restauriert. Weitere Künstler, die die hier gearbeitet haben, sind Antonio da Correggio und Antonio Begarelli.
Das Kloster wurde 1797 aufgehoben.